# QUATTRO (バンド)
QUATTRO（クアトロ）は、日本のロックバンド。2004年結成。

## メンバー
- 岩本岳士 (いわもと たけし)（1984年1月27日） 東京都府中市出身
ボーカル、ギター、キーボード、作詞作曲を担当。オリジナルメンバー。Takeshi Iwamoto名義でソロアーティストとしても活動。

- 潮田雄一 (うしおだ ゆういち)（1984年1月10日）東京都出身
ギター、ボーカル担当。オリジナルメンバー。ソロアーティストとしても活動。

- 松坂勇介 (まつざか ゆうすけ)（1986年5月25日） 長野県出身
ギター担当。2007年に加入。

- 濱田将充 (はまだ まさみち)(1984年3月26日 岐阜県出身
ベース担当。元riddim saunterのメンバー。

- カディオ・デルロザリオ（1991年8月23日） ニューヨーク出身
ドラム担当。2009年に加入。

## 旧メンバー・サポートメンバー
- 中島慶三 (なかじま けいぞう)（1983年7月13日）  東京都府中市出身
ベース担当。オリジナルメンバー。2010年に脱退。現在はThe Mirrazのメンバー。
- 佐藤真彦 (さとう まさひこ)（1982年2月19日） 新潟県出身
キーボード担当。2007年に加入。2010年に脱退。現在は中島と同じくThe Mirrazのメンバー(ただし、The Mirrazでの担当パートはギター)。
- 本郷隆将
ドラム担当。オリジナルメンバー。2005年に脱退。
- 近藤龍太郎（1980年4月3日）
ドラム担当。2005年に加入。
- 照沼光星
ドラム担当。2007年に加入。2009年に脱退。

## 来歴
高校卒業後、岩本と潮田が結成したバンドに、中島と本郷が加入し「QUATTRO」が結成される。岩本がイギリスに留学したため一時活動を停止していたが、帰国後、活動を再開する。
2004年
2004年4月にレコーディングを終了。同年7月7日にデビュー・マキシシングル『Calm before the dawn』をリリース。
2005年
FUJI ROCK FESTIVAL'05 ROOKIE A GO-GO出演。同年11月にはフル・アルバム『QUATTRO』をリリース。
2006年
LilBalletへ移籍　メンバーの脱退、加入を経て活動を開始。
2007年
ミニ・アルバム『13/07/2007』を会場限定で発売。
2008年
クーラ・シェイカーの来日公演でオープニングアクト出演。同年11月にはフル・アルバム『Square The Circle』をリリース。
2009年
フィーダーの来日公演でオープニングアクト出演。同年にオアシスの東京公演でオープニングアクト出演。恵比寿リキッドルームにて行われた「Kings vol.2」がSOLD OUT。11月にはEP『For A Few Dollars More』をシリアル入りの限定盤でリリース。
2010年
4月にフル・アルバム『WHERE IS THE COCONUTS?...HA?』をリリース。5月から全国ツアーである「Shall we ココナッツ？」TOURを決行した。メンバーの脱退を経て、潮田が再加入。
2011年
8月にNiw! Records移籍初の7inchシングル『HEY/Oh Susanna』をリリース。同月、THE BAWDIES、The Brixton Academy、PILLS EMPIRE、the telephones、DJイベントFREE THROWの5バンドと3DJSの自主ライブイベント”KINGS”を8月に新木場コーストにて開催した。
2012年
1月に濱田加入の元、現在の5人編成に。ザ・クークスの来日公演でオープニングアクト出演。2月8日から、アルバム先行の4曲入りCDをTSUTAYA限定にてフリーレンタル開始。3月7日には約2年振りのフル・アルバム『4』をリリース。F.O.U.R TOUR FINAL CLUB QUATTROは大盛況にて終了。10月24日にはミニ・アルバム『Capital』がリリースされた。
2013年
FUJI ROCK FESTIVAL '13に出演。
2014年
4月にレコード・ストア・デイにて7inchシングル『15D』をリリース。
2015年
2016年以降のライブ活動を休止することを発表した。

## ディスコグラフィー

### シングル ・ミニアルバム
- Calm before the dawn （2004年7月7日）

※デビュー・マキシシングル
- 13/07/2007 （2007年9月）

※ライブ会場限定発売
- FOR A FEW DOLLARS MORE ep （2009年11月4日）

※ミニ・アルバム
- zzz （2011年3月16日）

※iTunes Store限定
- HEY / Oh Susanna （2011年8月10日）

※7インチシングル
- LAST DANCE （2012年10月24日）

※REMIXを収録した12インチシングル
- Loyal Isolation （2012年10月24日）

※7インチシングル
- Capital （2012年10月24日）

※ミニ・アルバム
- 15D （2014年4月19日）

※7インチシングルCDR付

### アルバム
- QUATTRO （2005年11月18日）
- Square The Circle （2008年10月16日）
- WHERE IS THE COCONUTS?...HA? （2010年4月21日）
- 4 （2012年3月7日）

|     | タイトル                     | 収録曲 | 発売日         | 備考 |
| --- | ---------------------------- | --- | -------------- | --- |
| 1st | QUATTRO                      | 1. 21 old man blues 2. I live without something that you want 3. Rising up 4. lonesome 5. It’s alright 6. Black Night Humanoid 7. Summer sun 8. Shooting at the moon 9. 100 miles 10. Strange dance in the beat 11. Clumsy man 12. Hanging around 13. Lady sunset 14. Here comes the rain 15. Warm hearted people | 2005年11月18日 | |
| 2nd | Square The Circle            | 1. Bounce tou Bouce 2. 21 3. Stone 4. Spiral Time 5. The Way 6. Wonder Words 7. Transformer 8. Lands of Miracle 9. Broken Arrow 10. Alarms 11. Information Kills | 2008年10月6日  | |
| 3rd | WHERE IS THE COCONUTS?...HA? | 1. Man is no more than coconut 2. Time Time Time 3. Fools 4. 134 5. Along The Sands 6. For All We Done 7. Magic J 8. Northern wind blew south 9. Same Old Shoes 10. Differences 11. Question #7 | 2010年4月21日  | |
| 4th | 4                            | 1. opening 2. Last Dance 3. Flamingo 4. ほどけた靴紐 5. Guideman 6. Back To The Beach 7. Kaleidoscope 8. 魔法 9. Fun Run 10. Summertime 11. Hamburg 12. Lily | 2012年3月7日   | 初回限定盤はREMIX 3曲収録。リミキサーは、古川太一。海外からmillion young、Museum of Bellas Artesが参加。 |

### 参加作品
- FREE THROW COMPILATION Vol.2　（2012年2月8日）
- ASIAN KUNG-FU GENERATION presents NANO-MUGEN COMPILATION 2012 （2012年6月27日）

### 映像作品
- 20120628 F.O.U.R TOUR FINAL　（DVD）　（2012年9月4日）

※オンラインショップとライヴ会場限定発売

## ソロ活動

### 岩本岳士 (Takeshi Iwamoto)

#### アルバム
1. Le ouest Paresseuxxx  (2014年1月27日)
2. Bleu outremer  (2015年12月3日)

#### ミュージックビデオ
| 監督            | 曲名      |
| Ami Satoh       | 「PRIME」 |
| Takeshi Iwamoto | 「Oscar」 |

### 潮田雄一

#### アルバム
1. 弦のあいだ (2011年5月2日)
2. 8 songs (2011年12月13日)
3. 水のない海 (2014年2月19日)

#### ミュージックビデオ
| 監督           | 曲名         |
| VIDEOTAPEMUSIC | 「夢をみた」 |